# Nature et Découvertes
Nature et Découvertes est une enseigne française de magasins fondée en 1990 par François Lemarchand.
La chaîne de magasins est inspirée de l'ancienne entreprise californienne The Nature Company.
Les magasins de l'enseigne sont principalement installés en France et, dans une moindre mesure, en Allemagne, Belgique, Luxembourg et en Suisse romande.

## Histoire
En 1989, François Lemarchand, sa femme Françoise et leurs enfants découvrent aux États-Unis The Nature Company (en), magasin créé par un professeur d’écologie de Berkeley. Ils décident de s'inspirer du concept pour créer leur enseigne en France en 1990. L’enseigne envisage, en plus de la vente de produits, de développer un programme d’éducation à la nature et de créer des passerelles entre les associations naturalistes et les clients des magasins.
Le premier magasin ouvre en région parisienne, à Éragny, dans le département du Val-d'Oise, en 1990.
En 2000, Nature et Découvertes ouvre son site marchand.
En 2001, en difficulté financière, Nimmer Dor ferme les magasins situés aux Pays-Bas et recentre son activité sur la Belgique.
En 2010, l'enseigne compte 80 magasins et près de 1 000 collaborateurs.
Antoine Lemarchand, fils des fondateurs devient le Président directeur général de l'entreprise en 2011.
En 2013, Nature et Découvertes met en place le retrait en magasin sur son site marchand.
En 2019, le siège déménage à Versailles et l'entreprise est rachetée par Fnac-Darty, 

## Géographie
Le siège social de l'entreprise était situé sur le territoire de la commune de Toussus-le-Noble, dans le département des Yvelines. En 2019, il a déménagé et s'est installé à côté de la gare de Versailles-Chantiers, à Versailles (Yvelines)

## Présentation

### Produits
L'entreprise propose des produits liés au bien-être, aux saveurs, aux jeux et jouets, aux sciences, à la randonnée et au plein air, à l’astronomie et l’observation de la nature, des bijoux et des livres.

### Marques propres
Nature et Découvertes commercialise certains produits sous des marques propres.

### Magasins
Le premier magasin ouvre à Éragny (Val-d’Oise) en 1990.
En 1997, le fonds d'investissement belge Nimmer Dor obtient la franchise lui permettant d'exploiter des magasins Nature et Découvertes au Benelux. Deux magasins sont installés en Belgique (Bruxelles et Anvers), et deux aux Pays-Bas (Amsterdam et Utrecht). En 1998, l'entreprise exploite 40 magasins sur trois pays (France, Belgique et Pays-Bas).
En 2008, Nature et Découvertes accorde une franchise à la société Payot SA pour exploiter des magasins en Suisse,.
En 2012, le concept des magasins évolue pour être en accord les tendances du moment et renforcer le caractère sensoriel des magasins : plus épurés, et qui mettent en avant le story telling de la marque.
En 2014 Nature et Découvertes compte 86 magasins, en France et à l’étranger et ouvre sa marketplace Mirakl sur son site marchand,.
En septembre 2014, l'entreprise ouvre un magasin en Allemagne à Munich (Bavière).
Fin 2014, Nature et Découvertes est installé dans cinq pays : soixante-dix-huit magasins en France, quatre en Suisse (Fribourg, Genève, Lausanne et Sion), trois en Belgique (Woluwe-Saint-Lambert, Bruxelles, Louvain-la-Neuve), un au Luxembourg et deux en Allemagne (Munich et Cologne).

### Fondation
En 1994, l'entreprise crée la Fondation Nature et Découvertes, sous l'égide de la Fondation de France.